# Cremaster 5
Série Cremaster
Cremaster 4
(1994)
Pour plus de détails, voir Fiche technique et Distribution.
Cremaster 5 est un moyen métrage expérimental américain réalisé par l'artiste Matthew Barney et sorti en 1997. Il s'agit du cinquième volume de son cycle Cremaster, qui comprend également les films Cremaster 1, Cremaster 2, Cremaster 3 et Cremaster 4, développés et produits entre 1994 et 2002. Cremaster 5 est chronologiquement le troisième épisode filmé, en 1997. Dans l'ouverture du film, nous rencontrons les personnages et découvrons trois lieux de Budapest, la ville mise à l'honneur dans le récit.

## Synopsis

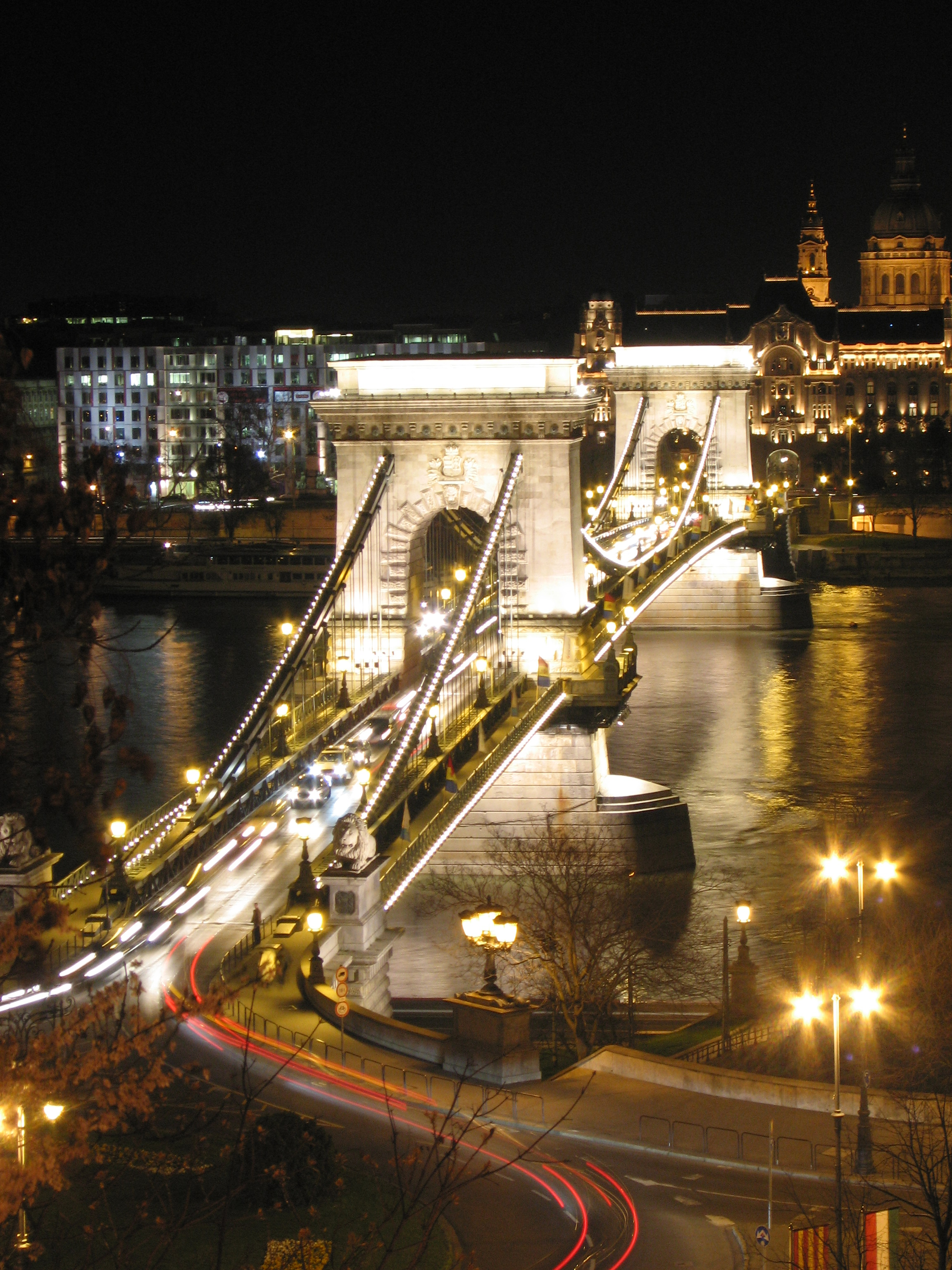
Vue nocturne du pont aux chaînes à Budapest.

Alors que le magicien (Matthew Barney) traverse le pont des chaînes, la reine (Ursula Andress) monte les escaliers de l'Opéra avec ses escortes, deux jumeaux identiques. Une fois dans la salle du trône, elle s'assoit sur le trône tandis que ses serviteurs disposent autour d'elle un groupe de pigeons jacobins. Dans la piscine des thermes Gellért, des perles flottent et un rideau s'ouvre sur un théâtre vide. Pourtant, tout est prêt pour la représentation, le chef d'orchestre donne le signal et l'opéra commence.
Pendant que la Reine chante, sa Diva (Matthew Barney) apparaît sur scène, marchant autour du cadre de scène tout en laissant tomber des pétales de fleurs sur la scène. Pour sa part, la Reine chante une lente mélodie accompagnée d'un ensemble de cordes et se souvient avec une tristesse visible du Magicien nu et enchaîné qui se préparait à sauter dans le Danube, avec des chaînes en plastique aux poignets et aux chevilles, des gants rigides du même matériau et des sphères entre les pieds, comme l'a fait Houdini, né dans la ville en 1874. De cette relation, on déduit que l'intention du magicien n'est pas la mort en soi, mais l'accomplissement d'un rituel destiné à permettre un saut temporel et corporel similaire à celui effectué par le condamné Gilmore dans Cremaster 2.
Par un trou dans le trône, la Reine peut regarder les thermes, et c'est par là que les pigeons entrent, apportant avec eux de longs rubans colorés. Le Géant (Matthew Barney) pénètre dans une section d'eau située entre les deux bassins principaux en marchant parmi les perles. Un groupe de lutins y plonge avec un groupe de rubans évoquant ceux des pigeons, qui forment une guirlande attachée au scrotum du Géant, dont le muscle crémaster, qui grâce à la température chaude des sources d'eau chaude, permet aux testicules de descendre.
Se souvenant du moment de la chute du Magicien dans le Danube, la Reine perd connaissance. La Diva tombe au milieu de la scène alors qu'elle atteint le point le plus haut de son ascension. Le cycle se termine par une goutte qui tombe de la bouche de la Reine dans les thermes, mais qui se sépare en deux au milieu de la chute, formant ainsi deux cercles qui remplissent la surface de l'eau de leurs ondulations.

## Fiche technique
- Titre original : Cremaster 5 [2],[3]
- Réalisation et scénario : Matthew Barney
- Société de production : Barbara Gladstone Gallery
- Pays de production :  États-Unis
- Langue originale : hongrois
- Genre : Expérimental et musical
- Durée : 55 minutes
- Date de sortie :
  - États-Unis : 24 octobre 1997
  - France : 6 juillet 2005

## Distribution
- Ursula Andress : la reine des chaînes
- Matthew Barney : Diva / Géant / Magicien
- Joanne Rha : L'huissier de la reine / Fudor Sprite
- Susan Rha : L'huissier de la reine / Fudor Sprite
- Amy Chiang : Fudor Sprite
- Mei-Chiao Chiu : Fudor Sprite
- Michelle Ingkavet : Fudor Sprite
- Yoko Hyun (sous le nom de « Yoko Kuroiwa ») : Fudor Sprite
- Kim Nghiem : Fudor Sprite